# Entomobrya socia
Entomobrya socia är en urinsektsart som beskrevs av Denis 1939. Entomobrya socia ingår i släktet Entomobrya och familjen brokhoppstjärtar. Inga underarter finns listade i Catalogue of Life.